# Arado Ar 232
Arado Ar 232 «Tausendfüßler» (Сороконіжка) — німецький військово-транспортний літак Другої світової війни. Виготовлявся на заводі компанії Arado Flugzeugwerke у Бранденбургу-на-Гафелі. Новаторська конструкція літака багато в чому визначила конструкцію післявоєнної світової транспортної авіації.

## Історія
Розробку нового літака для заміни застарілого Junkers Ju 52 розпочали наприкінці 1940 відповідно до технічного завдання Імперського міністерства авіації на прифронтовий транспортний літак для непідготовлених ґрунтових летовищ. Конкурентом була модель Р29 компанії Fieseler. До грудня 1940 завершили проект Е 440 під керівництвом Вальтера Блюме і 30 березня 1941 розпочали збирання літака Ar 232, перший політ якого відбувся 28 червня 1941. Конструкція літака випробовувалась у аеродинамічній лабораторії Ґетінґену. Згідно технічного завдання літак повинен був сідати на непідготовлені терени з ровами шириною до 1,5 м та пагорбами висотою до 0,8 м. Для цього використовувалась окрім основного шасі носового і під крилами з базою 4,2 м і 5 м додаткове — під корпусом містилось чотири пари коліс низького тиску, замінених більш простими двома рядами коліс діаметром 0,32 м. Літак мав незначні швидкості злету і посадки, що вело до незначної довжини злітної смуги.
1 червня 1941 було вирішено виготовити 6 передсерійних машин А-0, які мали б виготовити у вересні-грудні 1942 року, та передбачено заготовити матеріали для 75 серійних А-1. Згодом А-0 збільшили до 10 штук. Мотори Typ BMW 801 використовувались у літаках Focke-Wulf Fw 190, Dornier Do 217, Junkers Ju 88, Junkers Ju 290, Blohm & Voss BV 141, тому було вирішено перейти на мотори Bramo 323 «Fafnir». Одночасно з літа 1942 постало питання доцільності використання дефіцитного алюмінію для будівництва Arado Ar 232, що негативно вплинуло на його будівництво. Через це були проведені випробування модифікації з дерев'яними елементами крила.
Впродовж 1942–1944 років виготовили 22 літаки у модифікаціях двомоторній «А» та 4-моторній «В».

## Конструкція

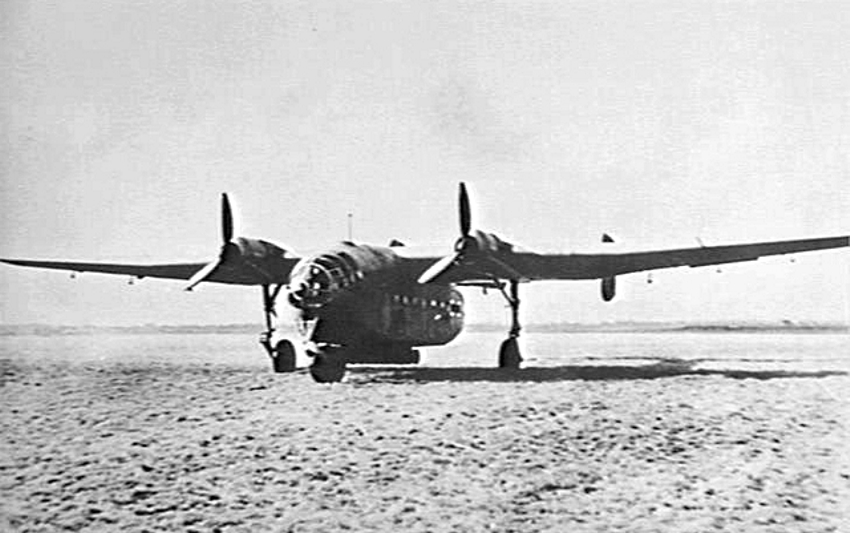
Arado Ar 232 A-0. 1945

Літак з верхнім розміщенням крила отримав прямокутну кабіну з грузовим відсіком (6,6 м × 2,3 м × 2,0 м) і рампою завантаження у задній частині. Рампа з гідроприводом закривала ззаду вантажну кабіну. При відкритті верхня частина піднімалась вгору, а нижня опускалась донизу, використовуючись як пандус при завантаженні. Літак міг перевозити автомашину. Вгорі кабіни була рельса з талем вантажопідємністю 1500 кг. У задній частині несучої труби була муфта для приєднання буксирного тросу планера, чи гальмівного парашута. Для переміщення негабаритних вантажів хвостова частина могла зніматись, адже основні елементи кріпились поміж собою прогоничами — кожне крило 4.
Шасі дозволяло сідати на непристосовані ділянки з невеликими ямами, пагорбами, поваленими деревами діаметром стовбура 15 см. На летовищах з твердим покриттям використовували дві розпірки, що ховались у крила, і носову. Їхня висота могла корегуватись. Для непідготовлених ґрунтових ділянок призначались 10-11 пар невеликих коліс під корпусом, що дали назву літака. Така конструкція дозволяла сідати на зволожені весняні і осіння ґрунти. Механіка крила дозволяла збільшувати при посадці їхню площу на 25 %, що дозволяло злітати при масі 16000 кг зі смуги завдовжки 200 м. Невеликі швидкості посадки і злету дозволяли використовувати короткі злітні майданчики. Для зменшення довжини смуги при посадці застосовували гальмівні щити внизу вантажного корпусу. На сидіння пілотів могли встановлювати панцирний захист. Вісім бічних ілюмінаторів могли використовуватись для стрільби з кулеметів десанту.
Екіпаж з двох осіб міг доукомплектовуватись стрільцями розміщеної вгорі гармати MG 151 і кулеметів MG 131 у хвості. Спостерігач-радист контролював носовий кулемет. Біля ілюмінаторів передбачались кріплення для кулеметів десанту. На відкидних сидіннях розміщувалось від 8 десантників.
Було передбачено 23 комплекти використання літака, з встановленням додаткового озброєння, радіосистем, аварійних електричних і гідравлічних систем, панцирного захисту, перевезення вантажів, десанту, поранених, човна, лижі для полярних районів.

## Модифікації
Ар 232 V1 V2 & Ar 232A прототип і дослідний літак з двома моторами BMW 801A 1,193 кВт (1600 к.с.). Дослідні польоти проходили 28, 30 червня, 1 липня, коли він зазазнав деяких пошкоджень. 27 серпня 1941 перший політ з пілотом Гайнцем Брауном, що не належав до пілотів компанії Arado. Невідомо яких з них отримав позначення V2.
Ар 232 V3 V4 & Ар 232B прототип і дослідний літак з чотирма моторами BMW Bramo 323R-2 Fafnir.
Ар 232А Передсерійні 10 літаків для експлуатаційних випробувань з моторами BMW801. А-01 здійснив перший політ 20 листопада 1942, А-02 — 1 лютого 1943, А-03 — 3 квітня, А-04 — 12 квітня, А-05 — 22 квітня, А-06 — 5 квітня, А-07 — 7 квітня, А-08 — 1 червня, А-09 — 8 липня, А-10 — 17 липня.
Ар 232B Серійні 10 літаків з чотирма моторами Bramo 323 Fafnir (Ar 232B-0-). Перший політ 3 серпня 1943. При другому польоті того ж дня через пожежу мотору при екстреній посадці літак був пошкоджений на 70 %.
Ар 232C Модифікація з дерев'яними елементами крила. На засіданні у Герінга 1 липня 1944 говорилось про дефіцит стратегічних кольорових металів і до жовтня 1944 розробили модифікацію з застосуванням дерева, стальними трубами корпусу.
Ар 432 Серійний варіант Ar 232C
Ар 532 Шестимоторна модифікація Ар 432
Ар 632 Запланована шестимоторна модифікація Ар 432
використовуючи як багато деревини. До якої міри це була реалізована, більше не виявляється.

## Застосування
Перші два передсерійні літаки використовувались для постачання оточених військ під Сталінградом, де А-01 розбився 6 лютого 1942. А-06, А-07, А-09 використовували для дослідних перельотів з вантажами до Кіровограда. 23 липня 1943 при аварійній посадці у Гільдесгаймі на 70 % був пошкоджений А-07. У Рехліні був пошкоджений на 80 % А-04. Літаки розвідувальної ескадрильї 5 використовували для перельотів до Норвегії, Шпіцберген, де 26 серпня 1943 при катастрофі літака загинули усі його пасажири, зокрема командир 7-ї транспортної ескадри майор Курт Вендорф.
У жовтні 1943 у Рехліні А-06 і В-02 випробовувались для буксирування планерів DFS 230 і DFS 242. Літак з планером розвивав незначну швидкість, перевозячи сумарний вантаж рівний корисному навантаженню Ar 232.
20 листопада 1943 на Heinkel He 111 розбився Вальтер Фрібель, який активно просував виробництво Ar 232, що негативно вплинуло на їхнє серійне виробництво. 12 і 13 червня 1944 Ar 232В демонстрували високопосадовцям Третього Рейху. Але 14 червня літак розбився і загинуло 6 працівників компанії Arado.
Літаки використовували у спеціально створеній 7-й додатковій транспортній ескадрі (нім. Ergänzungs-Transportgeschwader (ETG)), де на 17 грудня 1943 налічувалось шість Ar 232. З лютого 1944 ескадра базувалась у Варшаві. Емблемою ескадри був слон з прив'язаними крилами і колесами. Літаки літали до Егеру, Одеси, Тирасполю, Галацу, Львова. у квітні 1944 ескадру перебазували до Румунії, звідки літали до Севастополя. Після евакуації 12 травня військ з Криму ескадру перевели до Егеру.
У липні 1944 в ході операції «Zeppelin» по замаху на Сталіна А-08 повернувся назад через брак палива, а В-05 при посадці неподалік Москви був пошкоджений і не надавався для повернення.
У жовтні 1944 шість Ar 232 передали до спеціальної ескадри KG. 200 (нім. Kampfgeschwader 200) у Східній Прусії. 15 і 16 лютого 1945 вони здійснили останні польоти до Kampfgruppe Scherhorn. Чотири чи п'ять Ar 232 перевели до Тутова у Мекленбург-Передня Померанія. 23 квітня 1945 два літаки мали забезпечити організацію летовища біля Загребу. Вони відлетіли до Мюльдорфа-ам-Інн, де були підпалені екіпажами при підході американців.
2 чи 3 літаки разом з Ju 352 повинні були 25 квітня перекинути боєприпаси 9 армії до берлінського Фрідерсдорф. Розвідувальний Ju 52 повернувся без посадки. Ар 232 повинен був вивезти певних людей з Берліна, але був підбитий і здійснив аварійну посадку на березі ріки. Екіпаж врятувався і за 4 дні вони на іншому Ар 232 за два рейси перевезли 40 жінок і дітей з Тутова до Гроссенброде, де стояв Ар 232 B-07. Їх захопили 3 травня 1945 британські солдати. Їх використовували для перевезення до Британії трофейної техніки і до листопаду 1945 виставляли у Фарнборо.